# Rudolf Hilferding

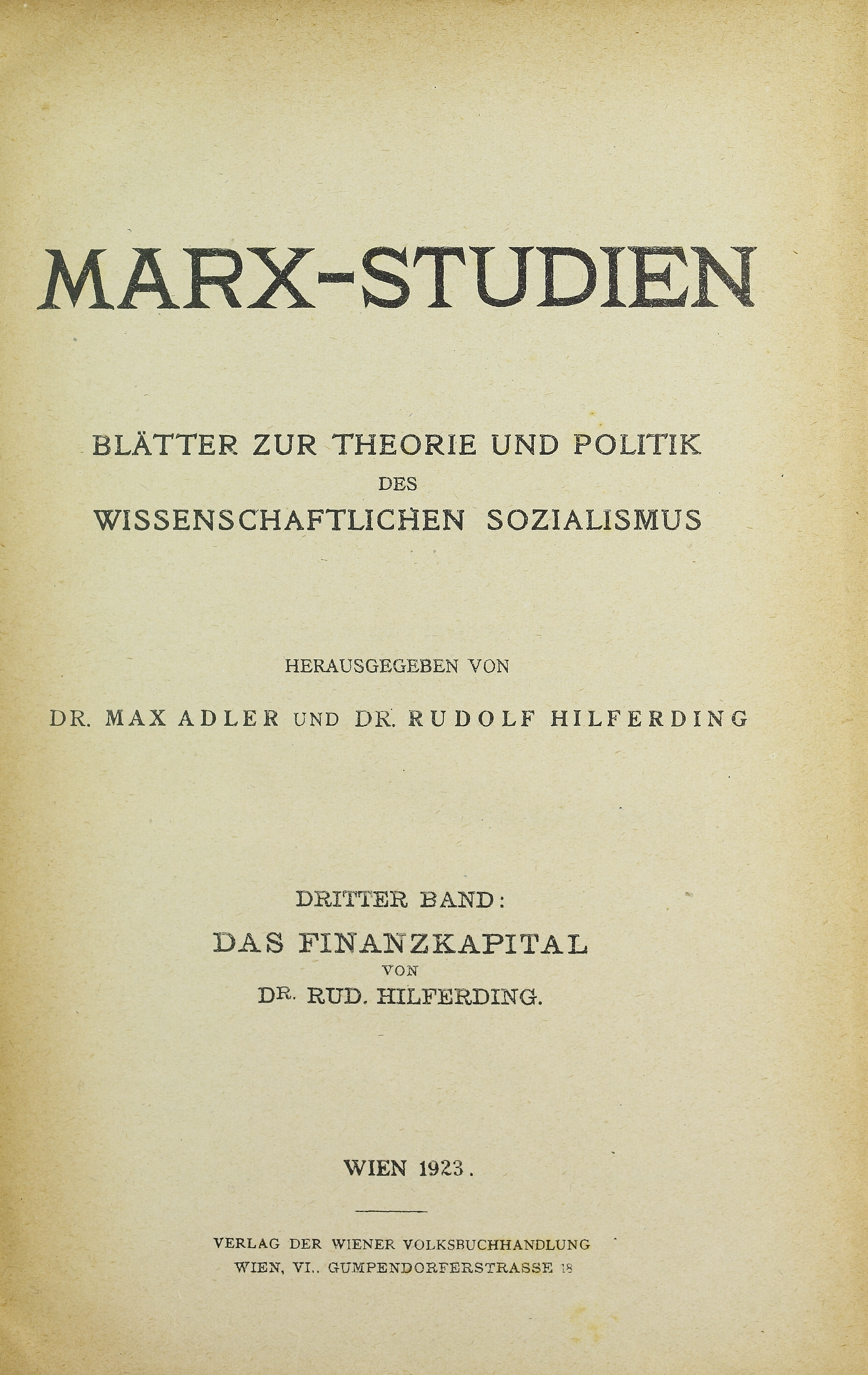
Finanzkapital, 1923

Rudolf Hilferding, född 10 augusti 1877 i Wien, död 11 februari 1941 i Paris, var en österrikiskfödd tysk politiker. Han var 1906 redaktör för Die Neue Zeit, 1907–1915 huvudredaktör för Vorwärts och 1918–1922 huvudredaktör för Die Freiheit, de oavhängiga socialdemokraternas organ.
Rudolf Hilferding var medlem av förtroenderådet i Tysklands socialdemokratiska parti, satt i riksdagen och riksekonomirådet efter 1920, var från augusti 1923 till oktober 1923 under stark opposition från riksdagens konservativa element riksfinansminister i regeringen Stresemann I samt i samma egenskap medlem av regeringen Hermann Müller II från juni 1928 till december 1929.
Tillsammans med John A. Hobson är Hilferding den som starkast har påverkat Vladimir Lenin och därmed hela den marxistisk–leninistiska synen på imperialismen. Hilferding författade boken Das Finanzkapital (1910), ett jätteverk på 500 sidor ofta svårtillgängligt i sina grundliga teoretiskt-ekonomiska utredningar. Den omfattar alla sidor av den marxistiska ekonomiska teorin och räknas på denna punkt allmänt som det viktigaste verket efter Das Kapital. Orsaken till detta är att Hilferding var den första som metodiskt undersökte den vidareutveckling av kapitalismen som skett efter Karl Marx död. Därför gav han boken undertiteln "en studie av kapitalismens senare utvecklingstendenser". 

## Biografi
Hilferdings utgångspunkt var perioden mellan 1890 och 1910, då monopoliseringen inom det ekonomiska livet gradvis ersatte den föregående epokens fria konkurrens. Medan den gamla kapitalismen företrädesvis byggde på enskilt ägda företag, är den nya kapitalismen baserad på aktiebolag. Bolagen domineras av den man eller grupp, som har flerparten av aktierna, men denna dominans är inte allenarådande. Industrikapitalisterna har i allt högre grad blivit beroende av bankerna, som från en rent passiv roll som betalningsförmedlare har utvecklats till mäktiga finansieringsinstitut för industrin. Den moderna kapitalismen karakteriseras enligt Hilferdings mening "å ena sidan av den koncentration av produktionen, som sker genom karteller och truster, å andra sidan av den ständigt intimare förbindelsen mellan bankkapital och industrikapital". Det Marx kallade för kapitalet har utvecklats till ett finanskapital, varmed förstås att "det industriella kapitalet har smält samman med penning- och bankkapital". Kapitalexporten är framtvingad av monopoliseringen: 
| ”                                 | Monopoliseringen medför utomordentliga extraprofiter, och vi har sett, hur dessa extraprofiter kapitaliserade och som koncentrerad kapitalmassa tillflyter bankerna. Men samtidigt medför kartellerna en minskning av kapitalplaceringar. I de monopoliserade industrierna därför att kartellens första förhållningsregel är en inskränkning av produktionen, i de icke-monopoliserade därför att dämpningen av profitkvoten i början motverkar lusten till nyinvesteringar. Således växer på den ena sidan snabbt den kapitalmassa, som är bestämd för ackumulation, medan på den andra sidan dess möjlighet till placering minskar. Denna motsättning kräver en lösning och finner den i kapitalexporten. Själva kapitalexporten är inte en följd av monopoliseringen. Den är en manifestation, som är omöjlig att skilja från den kapitalistiska utvecklingen. Men monopoliseringen skärper plötsligt motsättningen och skapar kapitalexportens akuta karaktär. | „ |
| – Das Finanzkapital 1947, s. 317f | |   |

Hilferding menar att det inte finns någon absolut gräns för monopoliseringen. Denna kan fortsätta tills det bara finns en "generalkartell" som styr hela ekonomin. Denna tanke blev häftigt angripen bl.a. av Lenin. Kapitalexporten främjas ytterligare genom de höga tullmurarna mellan länderna, vars fördelar kapitalisterna kan utnyttja genom att förlägga hela företaget i utlandet, och därigenom få del i andra länders extraprofiter. Men finanskapitalets handelspolitiska intressen i varje enskild stat blir primärt riktades mot tre mål:
- upprättandet av största möjliga territorium
- genom tullmurar stängs utländsk konkurrens
- därmed blir territoriet tillförsäkrat de nationella monopolen som utsugningsområde.

Finanskapitalets syn på statsmakten är bestämd av dessa tre mål. Medan liberalismen önskade frihet från statsingrepp begär finanskapitalet organisering av kapitalismen och förhindrande av konkurrens. För detta behöver den statsapparaten. Staten bör vara militärt stark och politiskt handlingskraftig för att kunna beskydda finanskapitalets intressen i utlandet och för att samtidigt kunna pressa mindre stater till att ingå gynnsamma handelstraktat. Den bör, även med risk för en konflikt med andra nationers finanskapital, kunna intervenera överallt i världen för att skapa investeringssfärer. Slutligen bör den vara stark nog för att föra expansionspolitik och skaffa sig kolonier. 
De punkter i Hilferdings teori som fick avgörande konsekvenser för eftervärldens analyser av imperialismen är dels hans upptäckt av fusionen mellan industri- och bankkapital, dels hans uppfattning av staten som ett redskap i detta finanskapitals händer och slutligen hans påpekande att finanskapitalet leder till nationell expansion och därmed till konflikter mellan staterna. Med sin analys som bakgrund förutsade Hilferding faktiskt både första världskriget, ett engelskt tullpreferenssystem och fascismen, som han förklarade som en ideologisk frukt av det övermogna finanskapitalet.
Tillsammans med ytterligare en av Rudolf Hilferdings skrifter (Die Schicksalsstunde der deutschen Wirtschaftspolitik) brändes Das Finanzkapital av nationalsocialister under de landsomfattande bokbålen i Nazityskland 1933.